# سیگنال دیجیتال
سیگنال دیجیتال (به انگلیسی: Digital Signal) سیگنالی است که فقط دو سطحِ دامنه (معادل صفر و یک منطقی) دارد. سیگنال دیجیتال در مقابل سیگنال آنالوگ تعریف می‌شود که دامنهٔ آن می‌تواند هر مقداری از اعداد حقیقی باشد.

## مفهوم سیگنال دیجیتال
سیگنال‌های دیجیتالی، سیگنال‌هایی هستند که در زمان، پیوسته ولی در دامنه‌اش ناپیوسته است. برخلاف آنالوگ که می‌تواند در یک محدوده مشخص بینهایت حالت داشته باشد، در دیجیتال فقط دو حالت، صفر منطقی یا یک منطقی، می‌توانند داشته باشند. چون صفر و یک فقط دو حالت هستند، یعنی یک سیگنال دیجیتالی در لحظه فقط می‌تواند یکی از این دو حالت باشد، سیستم آن را باینری (به انگلیسی: Binary) یا بر مبنای ۲ می‌نامند.

### نحوه مشخص شدن 0 و 1
در هر کدینگ دیجیتالی، یک محدوده مشخص به دو قسمت تقسیم می‌شود. قسمتی به نام ولتاژ بالا (High Voltage یا HV) و قسمتی به نام ولتاژ پایین (Low Voltage یا LV) شناخته می‌شود. اگر ولتاژ سیگنال در محدوده High Voltage باشد، حالت آن سیگنال به عنوان یک منطقی و اگر در محدوده Low Voltage باشد حالتش صفر منطقی خواهد بود.
در تکنولوژی‌های مختلف مدارات دیجیتالی، قراردادی که برای HV و LV تعیین کرده‌اند متفاوت است مثلاً در مدارات CMOS که در کامپیوتر استفاده می‌شوند، محدوده LV از صفر ولت تا ولتاژ تغذیه تقسیم بر ۲ و محدوده HV از ولتاژ تغذیه تقسیم بر ۲ تا خود ولتاژ تغذیه است یعنی اگر ولتاژ تغذیه ۵ باشد، از ۰ تا ۲٫۵ ولت به عنوان صفر منطقی و از ۲٫۵ تا ۵ ولت به عنوان یک منطقی شناخته خواهد شد.
یک نمودار ایده‌آل برای سیگنال‌های دیجیتالی مانند عکس زیر خواهد بود:

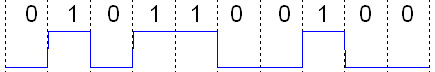

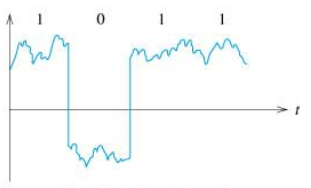

با این حال در عمل چنین نموداری حاصل نمی‌شود. به دلیل نویزهای موجود، معمولاً ولتاژ کمی تغییر می‌کند ولی به دلیل قرار داد موجود، همچنان صفر و یک منطقی به درستی تشخیص داده می‌شود. برای مثال در تصویر زیر می‌توانید سیگنال‌های دیجیتالی با نویز نسبتاً زیاد را ببینید که ۰ و ۱ شان هم نشان داده شده‌است:

#### یک مثال کاربردی
برای درک بیشتر نحوه عملکرد این دو نوع سیگنال، فرض کنید که قصد ضبط صدا، ذخیره کردن آن و پخش صدای ذخیره شده را داشته باشیم.
برای ضبط کردن صدا از یک میکروفون استفاده می‌کنیم که بسته به ضربه صوتی‌ای که به آن زده می‌شود، سیگنال‌های آنالوگی را تولید می‌کند که برابر صدای دریافتی است. ما نمی‌توانیم آنالوگ را بر روی حافظه‌های جانبی ذخیره کنیم چون مثلاً هارد دیسک، در هر مکان ذخیره داده مثل یک آهنربا دو حالت دارد: یا S به سمت ما است یا N یعنی یا صفر یا یک. در حافظه‌های فلش نیز چنین است یا ترانزیستورها به اصطلاح باز اند یا بسته یعنی یا صفر یا یک. حتی در قدیمی‌ترین حافظه‌ها مثل کارت‌های سوراخ دار هم دو حالت وجود دارد یا مکان حافظه داده‌ها سوراخ است یا نیست یعنی باز هم یا یک یا صفر.
حافظه‌های جانبی می‌توانند داده‌های دیجیتالی را ذخیره کنند اما ورودی ما آنالوگ است! در این میان یک مبدل آنالوگ به دیجیتال، داده‌های آنالوگ را معادل سازی کرده و در قالب دیجیتال به حافظه جانبی می‌فرستد و در آن جا به عنوان صفر و یک‌های منطقی ذخیره می‌شوند.
در هنگام پخش صدا نیز داده‌های باینری از روی حافظه خوانده شده و به چیپی که وظیفه تبدیل داده‌های دیجیتالی به آنالوگ را دارد، تحویل داده می‌شود. حال که داده‌هال آنالوگ صدا در اختیار ماست، کافیست با استفاده از یک تقویت کننده صدا را بلندتر کرده و به اسپیکر یا هر خروجی صدای دیگری ارسال کنیم. در اسپیکر هم لرزاننده هوا با توجه به قدرت سیگنال آنالوگ در لحظه، به هوا ضربه وارد کرده و در نتیجه به گوش ما می‌رسد.

## تبدیل سیگنال آنالوگ به دیجیتال (Analog to Digital Conversion)

### نمونه‌برداری (Sampling)
بر اساس قضیه نمونه‌برداری نایکوییست-شانون (Nyquist-Shannon Sampling Theorem)، اگر از یک سیگنال پیوسته با بسامدی دست کم دو برابر بسامد بیشینه آن نمونه‌برداری کنیم، می‌توانیم با استفاده از مقادیر نمونه‌برداری شده، سیگنال اصلی را دقیقاً بازسازی کنیم. به این مقدار بسامد، بسامد نایکویست گفته می‌شود. حاصل نمونه‌برداری از سیگنال پیوسته را سیگنال گسسته می‌گویند (البته گسسته در زمان ولی پیوسته در دامنه).

### مقداردهی یاکوانتش(Quantization)
برای دیجیتال کردن سیگنال گسسته (در زمان) که در واقع دارای دامنهٔ پیوسته‌است، باید آن را از نظر دامنه هم گسسته کرد (مقادیر دامنه آن را هم به مقادیر خاصی محدود کرد). به این کار، مقداردهی (کوانتش) می‌گویند. دلیل کوانتش آن است که مقادیر پیوستهٔ نمونه‌ها را نمی‌توان ذخیره کرد.

### دیجیتال‌سازی (Digitization)
مقادیر کوانتیده (quantized) سیگنال را می‌توان به دیجیتال (یعنی به رشتهٔ صفر و یک) تبدیل کرد. با این کار، سیگنال دیجیتال به‌دست می‌آید.